# Египетска кампания
Египетската кампания (на френски: Campagne d'Égypte, 1798 – 1801) е несполучлив опит на Наполеон Бонапарт за защита на френските търговски интереси в Египет и Сирия и препречване на пътищата на англичаните до Индия. След няколко победи и кампания в Сирия, в края на краищата Наполеон и неговата „Ориенталска армия“ са принудени да отстъпят от враждебността на местните, британския морски флот, новите елитни пехотинци на турците (Низамъ Джедид) и политическите машинации в Париж.

## Предистория
След подписването на мир с Австрия и Прусия в състояние на война с Франция от държавите на първата коалиция остава само Великобритания. В желанието си да проведе военна кампания срещу нея и отчитайки слабостта на флота си, който не е в състояние да превози голяма армия, Директорията трябва да избира между десант в Ирландия (където местното население е настроено в подкрепа на революционни действия и против англичаните) или да атакува владенията на Османската империя, което при успех би отворило пътя към бъдещо придвижване към Индия.
През август 1797 г. генерал Наполеон Бонапарт в писмо до Директорията предлага да поведе военна експедиция, чиято цел е превземането на Египет, по това време провинция на Османската империя, с цел защитаването на френските търговски интереси и прекъсването на британските пътища към Индия. Бонапарт се стреми към френско господство в Близкия изток, за да може да се свърже с мюсюлманския враг на британците в Индия – Типу Султан. Наполеон пише на Директорията следното:
| „ | Колкото по-бързо превземем Египет, толкова по-бързо ще установим връзки с индийските принцове и ще атакуваме англичаните в техните владения. | “ |

Според доклад на Шарл Морис дьо Талейран от февруари 1798 г.:
| „ | След като превземем и се укрепим в Египет, Наполеон ще изпрати 15 000 души през Суец до Индия, където те ще се присъединят към армията на Типу Султан и ще победят англичаните. | “ |

Директорията се съгласява с плана през март 1798 г. Въпреки че експедицията е изключително скъпа и далечна, Директорията се съгласява, само за да отдалечи известният генерал от централната власт.
В началото на експедицията Наполеон и армията му превземат Малта от рицарите хоспиталиери на 9 юни и на 1 юли достигат успешно Александрия, избягвайки да бъдат открити от Кралския флот. Наполеон прави неуспешен опит да спечели подкрепата на местното население, като се показва в светлината на техен освободител от османско владичество (Египет по това време е османска провинция), цитирайки принципите на исляма. В едно писмо до шейха от август 1798, той пише:
| „ | Аз мечтая... да мога да събера всички мъдри и учени хора от всички страни и да ги управлявам при режим, основан на принципите на Корана, в който има само истина и сам той може да поведе хората към щастието. | “ |

 Секретарят на Наполеон, Буриен пише, че неговият началник е много заинтересован от исляма и много други религии.

## Завладяването на Египет
След пристигането в Египет (по план, близо до Александрия), наполеоновата армия побеждава повече от 21 000 мамелюци в Битката при пирамидите (около 40 000 мамелюци не участват в битката), която се състояла на около 9 мили (15 км) от пирамидите. Той побеждава мамелюкската кавалерия, използвайки по-голяма версия на обикновения пехотен квадрат, като оръдията и провизиите се оставят на безопасно място извън него. Убити са около 300 французи и над 6000 египтяни.
Докато битката на сушата е решителна победа за французите, британският флот успява да компенсира в морските сражения. Флотът, които докарва Наполеон и армията му в Египет, отпътува обратно за Франция, освен няколко линейни кораба, които остават с тях и поддържат армията по крайбрежието. На 1 август британският флот открива тези кораби в добре защитена позиция в Абукирския залив. Французите смятат, че са изложени за атака само от една страна, тъй като другата е пазена от брега. По време на последвалата битка Хорацио Нелсън успява да вклини половината от корабите си между брега и френските кораби и ги атакува от две страни. Всички френски кораби са пленени или потопени, с изключение на два. Наполеон остава приклещен на сушата. По този начин целта му да засили френските позиции във Средиземно море остава неизпълнена, но все пак армията му успява да се затвърди в Египет, въпреки честите националистически въстания.

## Експедиция в Сирия
Бонапарт прави опит да спечели благоволението на ислямското духовенство, но то не симпатизират на французите и в Кайро избухва бунт. Отчаяният Наполеон организира експедиция в Сирия през февруари 1799 г. Превзема чрез щурм Яфа, но се проваля при Акра. На 20 май същата година заповядва отстъпление. Наполеон и армията му все още са в състояние да нанесат поражение на турците, разположени в Абукирския залив (това става на 25 юли), но не желае и предприема бягство.

## Бягството на Наполеон
Във Франция Директорията е на границата на банкрут и загуба на войната срещу коалицията на Австрия, Турция и Русия. Получавайки известие за вътрешните вълнения и външните заплахи в родината, на 23 август 1799 г. Наполеон тайно напуска Египет на борда на един от малкото запазени френски кораби, оставяйки армията на генерал Клебер. Успешно се разминава с британския флот, патрулиращ в Средиземно море, и на 9 октомври пристига във Фрежус, Южна Франция. Прави преврат и завзема властта, като се провъзгласява за пожизнен консул на Франция. Този преврат остава в историята като „Превратът от 18 брюмер“.

## Последици
Опитът на Наполеон да превземе Египет при пълното превъзходство на английския флот в Средиземно море е обречен на неуспех. Въпреки това в продължение на няколко години експедицията е относително успешна, благодарение на високите бойни качества на френската армия под командването на Наполеон.
Отдалечеността от Франция и съпротивата на местното население, което възприема французите като завоеватели, поставят френския корпус в безизходица. След унищожаването на френския флот в Нилската битка, капитулацията на французите е само въпрос на време. Но Наполеон не е склонен на това и въпреки че през 1799 г. изоставя войниците си и заминава за Франция, се съгласява да ги изтегли от Египет чак през 1802 г., по условията на Амиенския мирен договор.
Едновременно с това, египетската кампания на Наполеон повишава интереса към древната история на Египет. Експедицията е не само военно, но и научно начинание: генералът организира екип от 167 учени, инженери, печатари, геометри, астрономи, художници, журналисти и др. със задача да претърсят и изследват страната и да публикуват подробен доклад за находките. По време на експедицията са събрани и взети много паметници на историята и образци на древноегипетското изкуство. През 1798 г. е създаден Египетския институт (на френски: L'Institut d'Égypte), който поставя началото на мащабното проучване, но и разграбване на паметниците на Древен Египет. В резултат на работата на учените се появява монументалният труд „Описание на Египет“ (на френски: Description de l’Egypt) в 18 тома с илюстрации. Този труд дава ценен материал за развитие на египтологията и предизвиква истинска египтомания през ХІХ век в Европа.